# Luce rossa (film 1949)
Luce rossa (Red Light) è un film del 1949, diretto da Roy Del Ruth.

## Trama
Un impiegato infedele finisce in carcere, e da qui si vendica facendo uccidere il fratello del principale che lo ha denunciato da un detenuto che sta per uscire. Ma la catena dei delitti continua fino a che giustizia sarà fatta.

## Produzione
Il film fu prodotto dalla Roy Del Ruth Productions.

## Distribuzione
Distribuito dalla United Artists, il film uscì nelle sale cinematografiche statunitensi il 30 settembre 1949 con il titolo originale Red Light.
In Italia, distribuito dalla D.A.I., uscì nel maggio 1952 con il titolo La luce rossa.